# Trece de la Fama

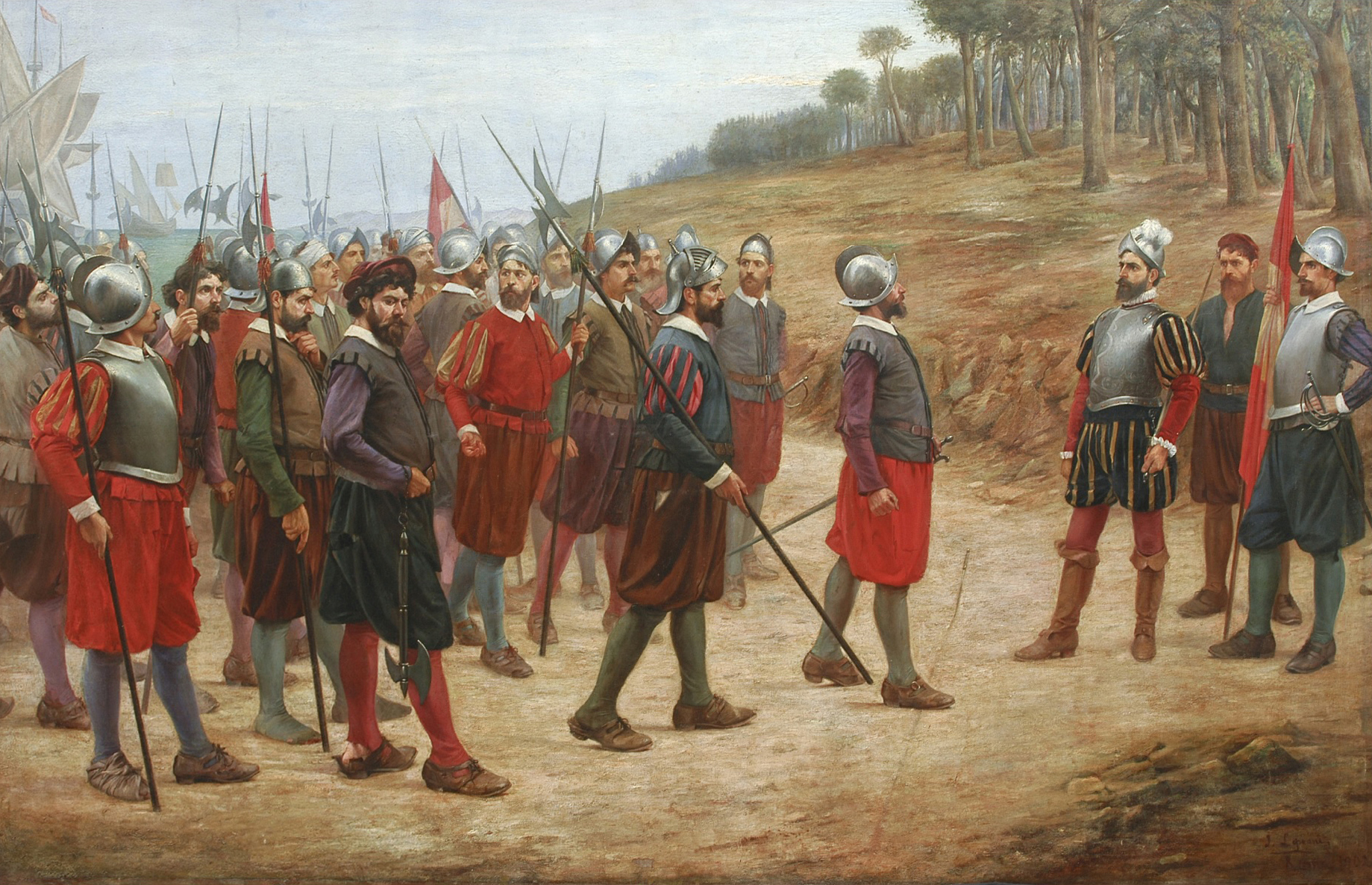
Los 13 de la Isla del Gallo. Óleo de Juan B. Lepiani, que representa a Francisco Pizarro en la isla del Gallo, invitando a sus soldados a cruzar la línea trazada en el suelo.

Se denominan Trece de la Fama o Trece caballeros de la isla del Gallo, a las trece personas que acompañaron a Francisco Pizarro en la conquista del Imperio inca, superando el momento más crítico de la expedición.
Pizarro inició la conquista del Perú en 1524 con ciento doce hombres y cuatro caballos en un solo navío. Sus socios Diego de Almagro y Hernando de Luque se quedaron en Panamá con la misión de contratar más gente y salir posteriormente con ayuda y víveres en pos de Pizarro. Durante esta época mantuvieron duros enfrentamientos con los nativos americanos de la costa sur de Panamá donde Pizarro recibió hasta siete lanzadas y Almagro perdió un ojo de un flechazo. En mayo de 1527, cuando habían transcurrido dos años y medio de viajes hacia el sur afrontando toda clase de inclemencias y calamidades, llegaron exhaustos a la isla del Gallo, en la Bahía de Tumaco (actual municipio de Francisco Pizarro, al sur de Colombia). El descontento entre los soldados era muy grande: llevaban varios años pasando calamidades sin conseguir ningún resultado. Pizarro intenta convencer a sus hombres para que sigan adelante, sin embargo, la mayoría de sus huestes quieren desertar y regresar. Allí se produce la acción extrema de Pizarro de trazar una raya en el suelo de la isla obligando a decidir a sus hombres entre seguir o no en la expedición descubridora. Tan solo cruzaron la línea trece hombres: los "Trece de la Fama", o los "Trece caballeros de la isla del Gallo".
Sobre la escena que se vivió en la Isla del Gallo, luego que Juan Tafur le trasmitiera la orden del gobernador Pedro de los Ríos, nos la relata el historiador José Antonio del Busto:

El trujillano no se dejó ganar por la pasión y, desenvainando su espada, avanzó con ella desnuda hasta sus hombres. Se detuvo frente a ellos, los miró a todos y evitándose una arenga larga se limitó a decir, al tiempo que, según posteriores testimonios, trazaba con el arma una raya sobre la arena: 
— «Por este lado se va a Panamá, a ser pobres, por este otro al Perú, a ser ricos; escoja el que fuere buen castellano lo que más bien le estuviere».

Un silencio de muerte rubricó las palabras del héroe, pero pasados los primeros instantes de la duda, se sintió crujir la arena húmeda bajo los borceguíes y las alpargatas de los valientes, que en número de trece, pasaron la raya. Pizarro, cuando los vio cruzar la línea, «no poco se alegró, dando gracias a Dios por ello, pues había sido servido de ponelles en corazón la quedada». Sus nombres han quedado en la Historia.
José Antonio del Busto

Pizarro y los Trece de la Fama esperaron en la isla del Gallo cinco meses por los refuerzos, los cuales llegaron de Panamá enviados por Almagro y Luque, al mando de Bartolomé Ruiz. El navío encontró a Pizarro y los suyos en la Isla de la Gorgona, hambrientos y acosados por los nativos americanos. Ese mismo día, Pizarro ordenó zarpar hacia el sur, dejando en la Gorgona a tres de los “Trece” que se hallaban enfermos, al cuidado de los indios naborías venidos en la nave de Ruiz. Serían recogidos posteriormente por el mismo Pizarro, a su regreso.

## Los Trece en la historiografía

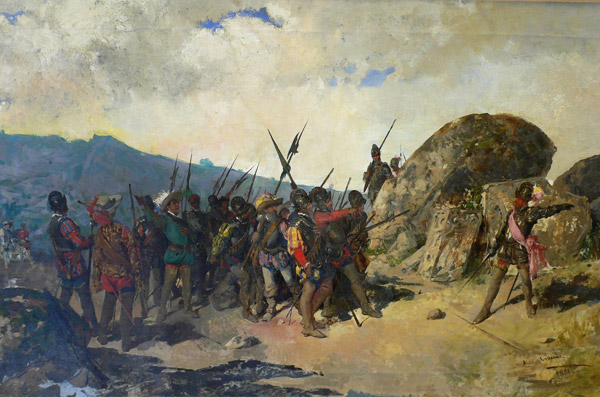
Los Trece de la Fama según Ángel Lizcano.

Los hechos, corroborados por la documentación oficial y aceptados como auténticos por todos los cronistas e historiadores posteriores, han pasado a la historia mezclados con algunas incertidumbres sobre los protagonistas reales: los autores no coinciden ni en el número de los participantes ni en la identidad de varios de ellos.
El 3 de agosto de 1528 Pedro García de Jarén, que fue uno de los que se quedó, dirigió a las autoridades españolas en Panamá un informe en el que declaraba que habían sido catorce los hombres que habían quedado en la isla;
cinco días después, otro informe similar suscrito por diez de ellos mencionaba explícitamente sus nombres: Cristóbal de Peralta, Pedro de Candía, Francisco de Cuéllar, Domingo de Soraluce, Nicolás de Ribera, Antón de Carrión, Martín de Paz, Pedro García de Jarén, Alonso Briceño y Alonso de Molina «y algunos otros»,
y dos semanas más tarde Pedro de Candía hablaba de trece,
mientras el escribano oficial de la expedición Francisco de Jerez anotaba sin entrar en detalles que habían sido dieciséis, en una relación publicada en Sevilla seis años más tarde.
La capitulación que Pizarro firmó con la reina Isabel de Portugal en Toledo en 1529, en la que se concedió el título de hidalgos a trece de sus hombres «por lo mucho que han servido en el dicho viaje y descubrimiento», incluyó además de los diez mencionados a Bartolomé Ruiz, Pedro de Halcón y Juan de la Torre; tradicionalmente se ha considerado que estos trece fueron los mismos que permanecieron en la isla del Gallo, aunque posteriormente algunos autores lo pusieron en duda.
Pascual de Andagoya, que por esas fechas residía en Panamá tras fracasar en su intento de conquista del Perú, dejó escrito que habían sido diez los que quedaron con Pizarro;
el primo de éste, Pedro Pizarro, que sirvió en su ejército durante ocho años, habló de doce;
Inca Garcilaso de la Vega, que se crio con los hijos de aquel y decía haber conocido personalmente a dos de ellos, aseguraba que los que quedaron en la isla habían sido trece, aunque en su versión incluía a Bartolomé Ruiz, que regresó en el barco,
y el mismo número apuntaban Agustín de Zárate y el padre Naharro, que era el primero en relatar el trazado de la raya en el suelo.
Entre los historiadores en la península, Antonio de Herrera y Tordesillas, que por su condición de cronista mayor de Indias tenía acceso a la documentación oficial en Madrid, relataba en sus Décadas que la escena tuvo lugar a bordo de la nave, y que fue Juan Tafur y no Pizarro quien trazó la línea sobre la cubierta, que finalmente cruzaron «13 hombres y un mulato», cantidad en que concuerda con Alonso de Ovalle en su Historia del reino de Chile.
Pedro Cieza de León, Francisco López de Gómara y Juan López de Velasco coincidieron en asegurar que eran trece, mientras Antonio de la Calancha contaba entre ellos al mismo Pizarro.
El historiador José Antonio del Busto plantea que los Trece de la Fama fueron los que se mencionan en la Capitulación de Toledo como beneficiados con el privilegio de la hidalguía, y para quienes ya eran hidalgos, con el título de Caballeros de la Espuela Dorada. A todos ellos suma el nombre de Gonzalo Martín de Trujillo, que muriera en la Isla de la Gorgona poco después del episodio de la isla del Gallo, razón por la cual cree que no se le menciona en dicha Capitulación, habiendo sido su lugar ocupado por el piloto Bartolomé Ruiz. Fue investigando en el catálogo de pasajeros a Indias del siglo XVI que Del Busto pudo identificar a Gonzalo Martín de Trujillo, a quien un cronista temprano como Pedro Cieza de León lo nombra vagamente como «uno que llamaban Trujillo» y un escritor posterior como el Inca Garcilaso lo identifica con Diego de Trujillo, el soldado y cronista que llegó al Perú años después, en 1530.
Clements R. Markham y Carlos Alberto Romero, basándose en varios autores contemporáneos, dieron una relación de posibles participantes en el episodio:
| Nombre                        | Mencionado en | Notas                                                                | Natural de:             |
| Bartolomé Ruiz de Estrada     | C Z B G       | Volvió a Panamá con el barco.                                        | Moguer                  |
| Pedro de Candía               | C Z B G       | Natural de Candía (Grecia), era el único no español.                 | Creta                   |
| Alonso Briceño                | C Z B G       |                                                                      | Benavente               |
| Nicolás de Ribera y Laredo    | C Z B G       | Tesorero de la expedición; llamado el viejo, primer alcalde de Lima. | Olvera                  |
| Juan de la Torre              | C Z B G       |                                                                      | Villagarcía de la Torre |
| Cristóbal de Peralta          | C Z G         |                                                                      | Baeza                   |
| Francisco de Cuéllar          | C Z G         |                                                                      | Cuéllar                 |
| Alonso de Molina              | C Z G         |                                                                      | Úbeda                   |
| Diego de Trujillo             | Z G           | Zárate lo menciona como Alonso de Trujillo.                          | Trujillo                |
| Domingo de Soraluce           | C             | Mencionado a veces como Soria Luce.                                  | Vergara                 |
| Pedro de Halcón               | C             |                                                                      | Cazalla de la Sierra    |
| Pedro García de Jarén         | C             | Mal llamado "de Jerez".                                              | Castropol, Asturias     |
| Antón de Carrión              | C             |                                                                      | Carrión de los Condes   |
| Martín de Paz                 | C             |                                                                      | Desconocido             |
| Gerónimo (o Alonso) de Ribera | G             |                                                                      |                         |
| Francisco de Villafuerte      | G             | El primero en cruzar la línea, según Garcilaso.                      |                         |
| Nicolás de Ribera, el mozo    | G             |                                                                      |                         |
| Juan Roldán                   | B             | Markham atribuye su mención a un error de Balboa.                    |                         |
| Blas de Atienza               | B             | Markham atribuye su mención a un error de Balboa.                    |                         |
| Gonzalo Martín de Trujillo    | -             | Lo incluye José Antonio del Busto.                                   | Trujillo                |
| Andrés Contero                | -             |                                                                      | Sonsoto                 |
| 1.                            |               |                                                                      |                         |